# Irving Pichel
Irving Pichel (24 de junho de 1891 – 13 de julho de 1954) foi um diretor de cinema e ator norte-americano, ativo entre as décadas de 20 e 50 do século XX. Dirigiu vários filmes mudos, incluindo The Miracle of the Bells (1948), Mr. Peabody and the Mermaid (1948), e Destination Moon (1950). Pichel foi casado com Violette Wilson. Eles tiveram três filhos.